# Брисе Эченике, Альфредо
Альфредо Брисе Эченике (исп. Alfredo Bryce Echenique; 19 февраля 1939, Лима, Перу) — перуанский и испанский прозаик и журналист. Считается основателем бурлескного реализма в латиноамериканской литературе, противостоящего магическому реализму.

## Биография
Родился в состоятельной перуанской семье. В 1964 году закончил юридический и филологический факультеты Университета Сан-Маркос в своем родном городе. Через год получил французскую стипендию и отправился в Париж, где в Сорбонне изучал литературу. Позже учительствовал во французских школах и университетах. В 1988 году получил испанское гражданство.
Прожил в Европе более 30 лет, совмещая литературное творчество с преподавательской работой. Вернулся на родину. Ныне живёт в Перу.
Дебютировал в 1968 году со сборником рассказов Huerto cerrado. Уже первые его романы «Мир для Хулиуса» («Un mundo para Julius», 1970) и «Сад моей любимой» («El huerto de mi Amada») принесли автору большой успех и были переведены на многие языки мира и сегодня считаются одними из важнейших латиноамериканских сочинений периода литературного бума конца 1960-х — начала 1970-х годов. В них автор дал реалистичное описание действительности, написанной с юмором и гротеском, а конфликт как правило разрешается в анекдотичном духе.
Действие многих его произведений происходит в среде латиноамериканских иммигрантов, часто в Париже. Они искрятся остроумием и юмором, но показывают человеческое одиночество в современном мире. Писатель не избегает самоиронии, она появляется, например, в романе La vida exagerada de Martín Romaña, центральным пунктом которого являются события мая 1968 года в Париже.
А. Брисе — автор романов, новелл и рассказов, отличающихся литературным изяществом.

## Избранная библиография
Романы
- Un mundo para Julius, 1970
- Tantas veces Pedro, 1977
- La vida exagerada de Martín Romaña, 1981
- El hombre que hablaba de Octavia Cádiz, 1985
- La última mudanza de Felipe Carrillo, 1988
- Dos señoras conversan, 1990
- No me esperen en Abril, 1995
- Reo de Nocturnidad, 1997
- La Amigdalitis de Tarzán, 1998
- El huerto de mi amada, 2002

Сборники рассказов и новелл
- Huerto Cerrado, 1968
- La felicidad, ja ja, 1974
- Magdalena peruana y otros cuentos, 1988
- Guía triste de París, 1999

## Награды
- Casa de las Américas Prize (1968)
- Перуанская национальная премия по литературе, 1972
- Премия за лучшую иностранную книгу , 1974
- Prix Passion, 1984
- Премия Ромуло Гальегоса, 1987
- Орден Искусств и литературы, 1984 и 1995
- Орден Изабеллы Католической, 1993
- премия Планета, 2002
- Премия Хуана Рульфо, 2012